# Њу Хаптон (Њу Хемпшир)
Њу Хаптон (енгл. New Hampton) насељено је место без административног статуса у америчкој савезној држави Њу Хемпшир.

## Демографија
По попису из 2010. године број становника је 351.
| Група             | 2000.    | 2010.       |
| Белци             | 0 (0,0%) | 338 (96,3%) |
| Афроамериканци    | 0 (0,0%) | 0 (0,0%)    |
| Азијати           | 0 (0,0%) | 4 (1,1%)    |
| Хиспаноамериканци | 0 (0,0%) | 7 (2,0%)    |
| Укупно            | 0        | 351         |